# Пјаца (Сијена)
Пјаца је насеље у Италији у округу Сијена, региону Тоскана.
Према процени из 2011. у насељу је живело 36 становника. Насеље се налази на надморској висини од 339 м.